# 여피
여피(yuppie [ˈjʌpi][*])는 "젊은 도시 전문직(young urban professional"의 약자로서, 대도시 또는 그 인근을 거주 및 직장으로 삼으면서 대학 수준의 학력을 갖추고 고소득 직업에 종사하는 젊은 성인으로 정의된다. 이 용어는 1980년대 초반부터 사용되기 시작했다.
도시나 그 주변을 기반으로 지적 전문직에 종사하는 사람의 총칭이다. 젊음(young)·도시형(urban)·전문직(professional)의 머릿글자 YUP에 사람을 뜻하는 접미어 －ie를 붙인 말로써 가난을 모르고 성장한 세대 가운데 고등교육을 받고 도시 근교에 살면서 전문직에 종사하고 있는 젊은이들이다.

## 같이 보기
- 베이비붐 세대
- 힙스터
- 샐러리맨